# Зятьково-Реченский сельсовет
Зятьково-Реченский сельсовет — муниципальное образование со статусом сельского поселения и административно-территориальное образование в Хабарском районе Алтайского края России. Административный центр — село Зятькова Речка.

## Население
| 1997  | 1998  | 1999  | 2000  | 2001  | 2002  |
| ----- | ----- | ----- | ----- | ----- | ----- |
| 1424  | ↘1390 | ↗1397 | ↘1379 | ↘1356 | ↘1311 |
| 2003  | 2004  | 2005  | 2006  | 2007  | 2008  |
| ↘1232 | ↘1149 | ↘1120 | ↘1107 | ↘1090 | ↘1084 |
| 2009  | 2010  | 2011  | 2012  | 2013  | 2014  |
| ↘1048 | ↘833  | ↘830  | ↘798  | ↗802  | ↘751  |
| 2015  | 2016  | 2017  | 2018  | 2019  | 2020  |
| ↘726  | ↘716  | ↘692  | ↘674  | ↘655  | ↘625  |
| 2021  |       |       |       |       |       |
| ↘608  |       |       |       |       |       |

По результатам Всероссийской переписи населения 2010 года, численность населения муниципального образования составила 833 человека, в том числе 399 мужчин и 434 женщины. 

## Населённые пункты
В состав сельского поселения входит 3 населённых пункта:
- Восточный (посёлок) — 0[20]
- Зятькова Речка (село, административный центр) — 646[11]
- Поперечное (посёлок) — 156[11]

На территории современного Зятьково-Реченского сельсовета находились упразднённые селения Акуевка, Михайловка, Павлоград, Семёнов Омут.